# Hägerstensåsen

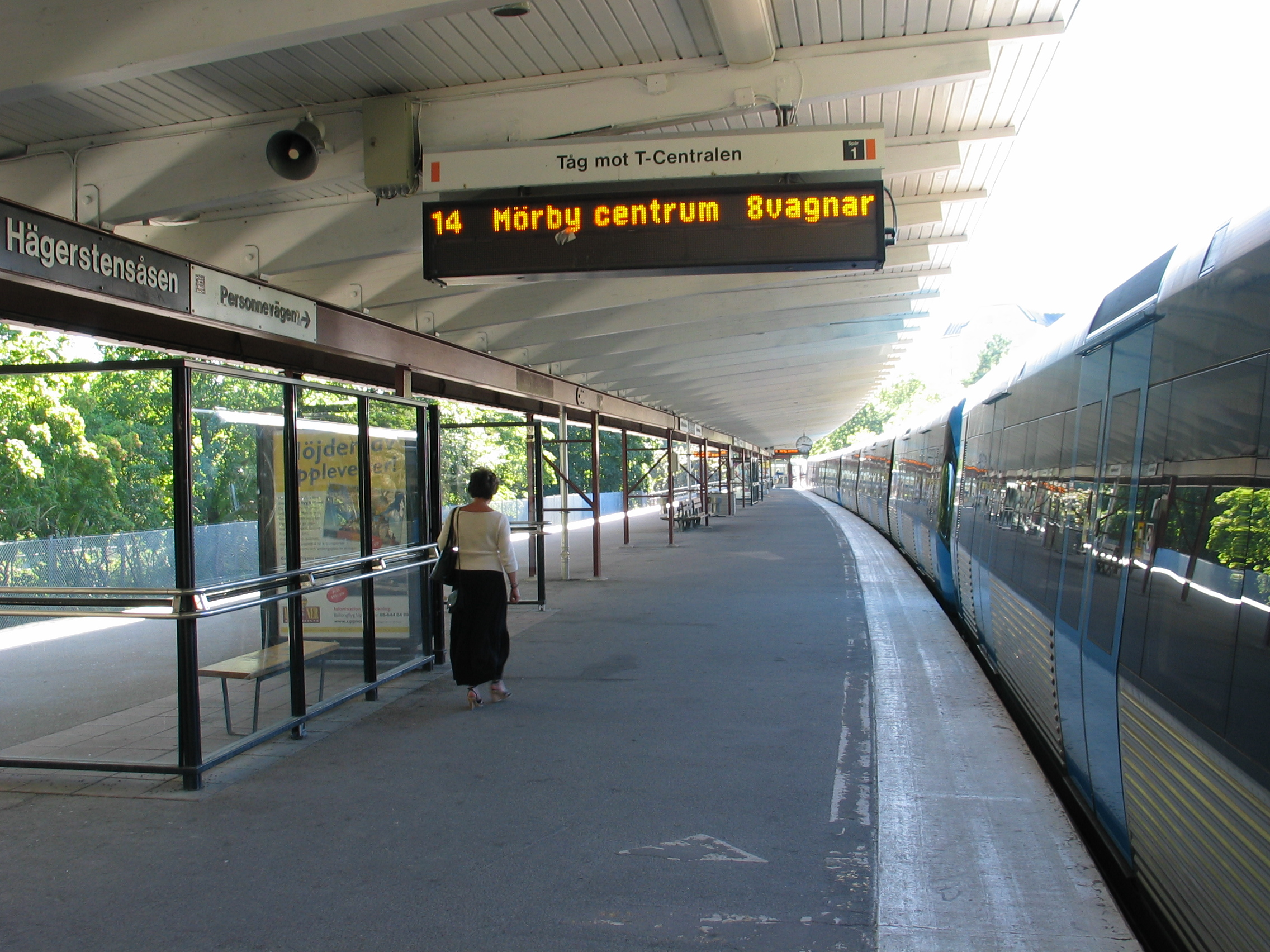
Plataforma da estação de metrô

Hägerstensåsen é um subúrbio no sudoeste de Estocolmo, Suécia. É servida pela Estação Hägerstensåsen do Metropolitano de Estocolmo.